# Karel Pič
Karel Píč, eszperantóul: Karolo Piĉ (Litomyšl, 1920. december 6. – Litomyšl, 1995. augusztus 15.) eszperantó nyelven alkotó cseh író, költő, eszperantista, az Eszperantó Akadémia tagja.

## Életútja
1920. december 6-án Litomyšlben született. Tanulmányait félbeszakította a második világháború és a munkatábor. A háború után Poličkában lett tisztviselő. Minden szabadidejét az eszperantónak és az irodalomnak szentelte. A La Litomiŝla tombejo (A litomyšli temető) című önéletrajzi regényében írta le életét, amelyet a német Iltis kiadó adott ki, több művéhez hasonlóan. Az 1980-as években kéziratait az NSZK-ba csempészve tudta csak kiadatni műveit. Számos neologizmust vezetett be és használt az eszperantó nyelvben.
1995. augusztus 15-én szülővárosában hunyt el.

## Művei
Novellák

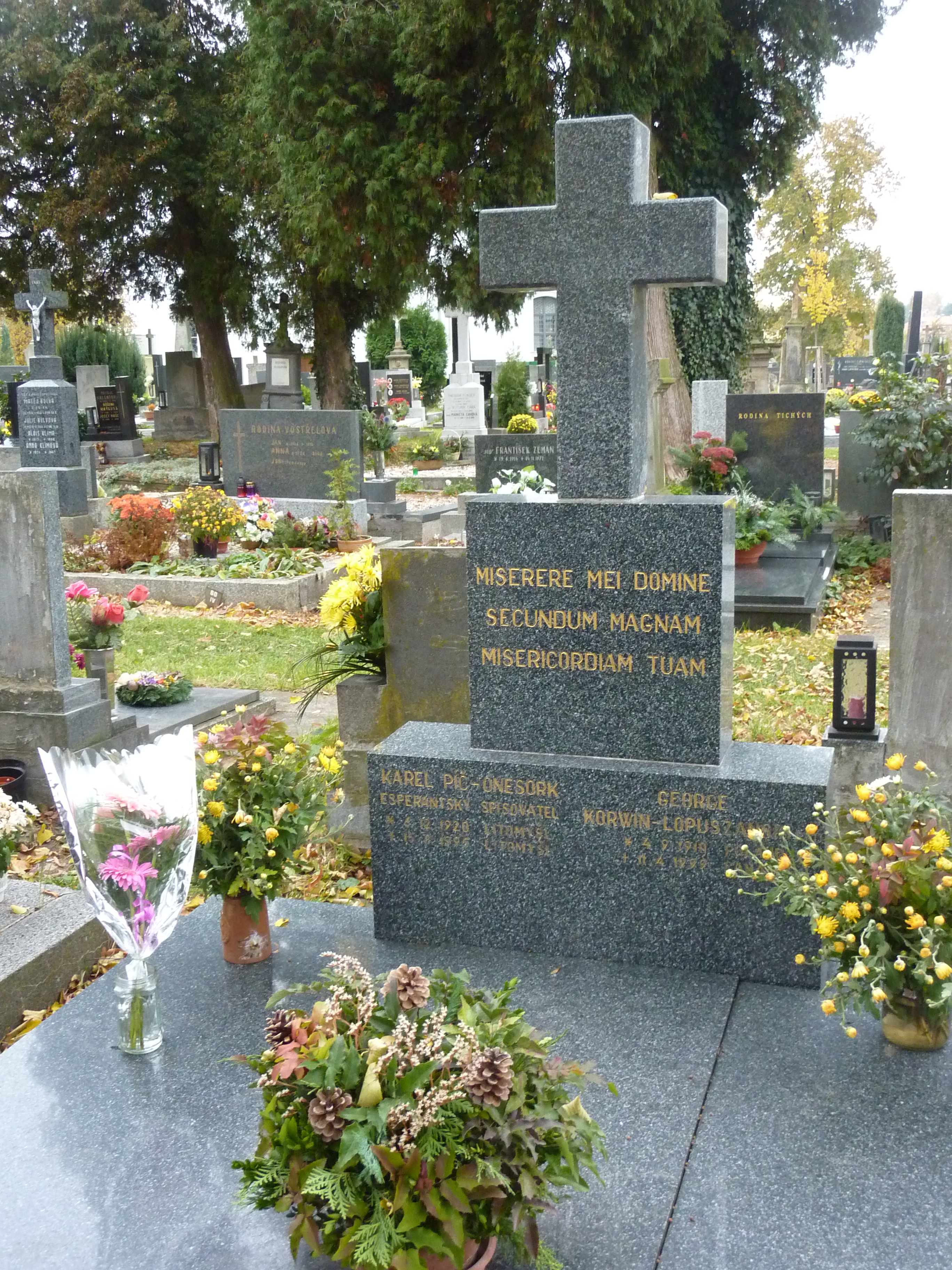
Sírja a litomyšli temetőben

- Ekkrioj de Georgino (Grúzia könnyei)
- Fabeloj el transe (Mesék a másik oldalról)
- La Davida harpo (Dávid hárfája)
- Aboco (ABC)
- Angoro (Gyötrelem)

Regények
- La Litomiŝla tombejo (A litomyšli temető)
- Ordeno de verkistoj (Az Írók Rendje – posztumusz 1997-ben jelent meg)
- Mistero de tri unuoj (Három ember rejtélye)
- La Bermuda triangulo (A Bermuda-háromszög)
- Klaĉejo (Pletykafészek)

Cikkek
- La granda superstiĉo (A nagy babona)

Esszék
- Kritiko kaj recenzistiko en Esperanto (Kritika és a recenzió művészete az eszperantóban)
- La interna vivo de Esperanto (Az eszperantó belső élete)
- Esperantaj neologismoj (Eszperantó Neologizmusok, Esperantista 1949)